# Somsiory
Somsiory est une localité polonaise de la voïvodie de Couïavie-Poméranie et du powiat de Rypin,.

## Géographie

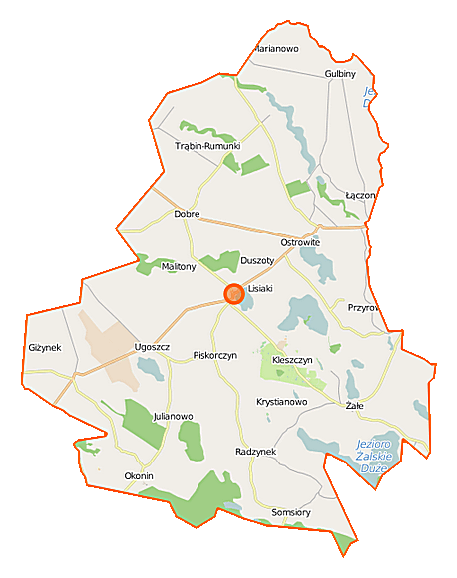
Carte de la gmina de Brzuze.